# Nobuko Kondo
Nobuko Kondo (近藤 修子, Kondo Nobuko, 1 december 1956) is een voormalig Japans voetbalster.

## Carrière
Kondo maakte op 7 juni 1981 haar debuut in het Japans vrouwenvoetbalelftal tijdens een wedstrijd om het Aziatisch kampioenschap 1981 tegen Chinees Taipei. Ze heeft 4 interlands gespeeld voor het Japanse voetbalelftal.

## Statistieken
| Japans vrouwenvoetbalelftal | Japans vrouwenvoetbalelftal | Japans vrouwenvoetbalelftal |
| Jaar                        | Wed.                        | Dlp.                        |
| --------------------------- | --------------------------- | --------------------------- |
| 1981                        | 4                           | 0                           |
| Totaal                      | 4                           | 0                           |